# Monaco i olympiska sommarspelen 2000
Monaco deltog i de olympiska sommarspelen 2000 med en trupp bestående av fyra deltagare, tre män och en kvinna. Ingen av landets deltagare erövrade någon medalj.